# هنريك هولم (ممثل)
هنريك هولم (ولد في 12 سبتمبر 1995 في مدينة ترومسو) هو ممثل وعارض أزياء نرويجي. اشتهر عام 2016 بعد أن أدى الدور الرئيسي في المسلسل الشبابي «سكام» (عار) بشخصية إفين بيك نايشيم طالب ثانوي ازدواجي الميول الجنسية ويعاني من مرض ثنائي القطب على قناة أن أر كا. بفضل دوره فاز بجائزة الجمهور خلال حفل توزيع جوائز الشاشة الذهبية عام 2017 مناصفة مع زميله الممثل تارجي ساندفيك موي.

## الأعمال

### المسلسلات
- 2016 : عار (مسلسل نرويجي) : إفين بيك نايشيم
- 2013 : Halvbroren

## جوائز
- 2017 جائزة الشاشة الذهبية (Gullruten Award): جائزة الجمهور مناصفة مع زميله تارجي ساندفيك موي.